# Gueillala
Gueillala  (ou Gueilala, Guelala, Gailala) est une localité du Cameroun située dans la commune de Makary, le département du Logone-et-Chari et la Région de l'Extrême-Nord, à proximité de la frontière avec le Nigeria.  

## Population
Lors du recensement de 2005, on y a dénombré 1 745 personnes.